# أرطاس

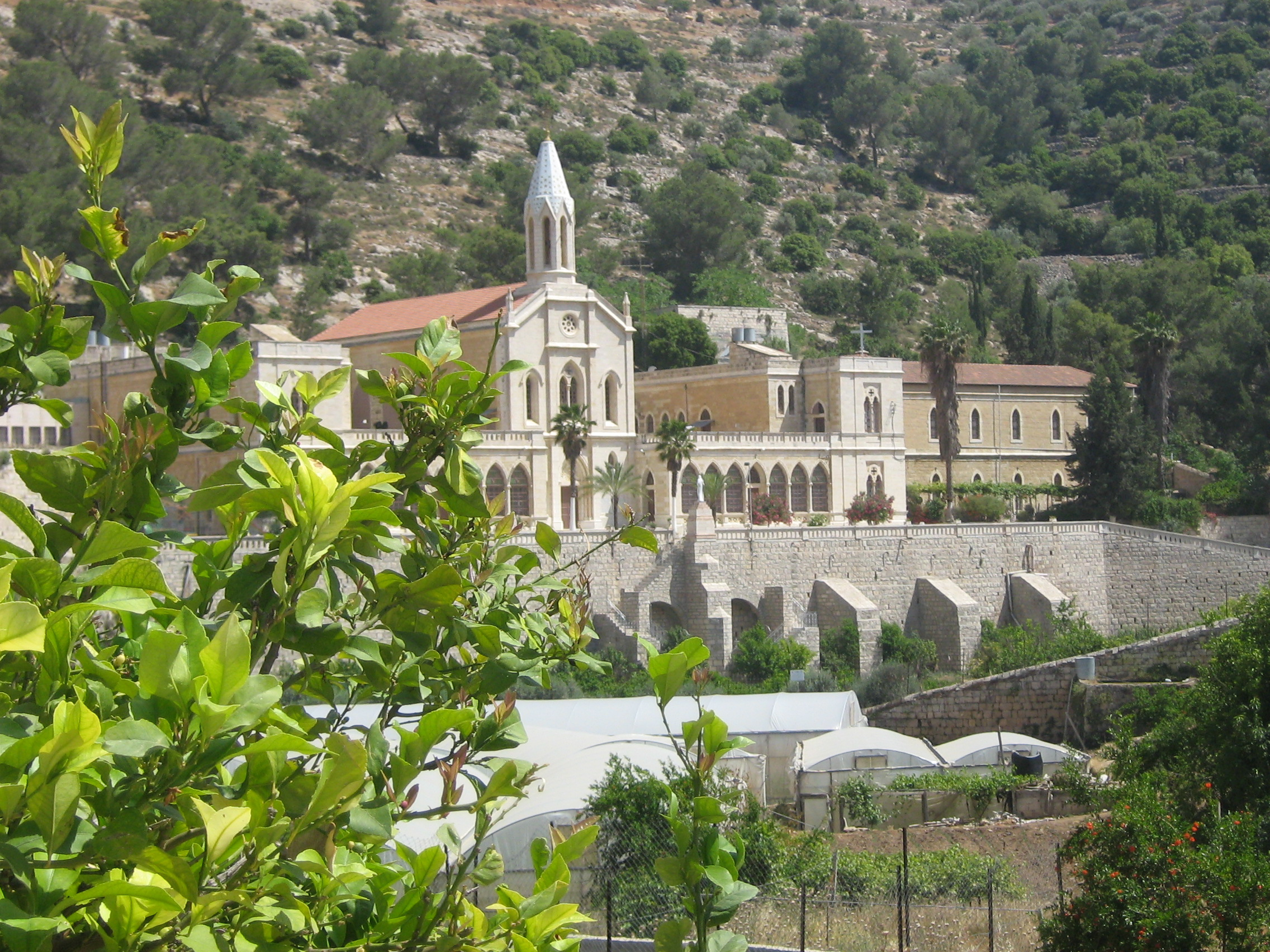
دير الجنة المقفلة في ارطاس، صممه المعمار مرقص نصار.

أرطاس قرية فلسطينية من قرى محافظة بيت لحم، عُرفت على مر العصور بمكانها الإستراتيجي بالغ الأهمية نظراً لما تتمتع به من خصوبة ووفرة في مصادر المياه.

## التسمية
كلمة ارطاس كلمة من أصل لاتيني (يوناني) "Artasium" وتعني البستان أو الجنة، وعرفت زمن الصليبيين باسم "Hortus Conclusus" أي الجنة المقفلة وما زالت تحتفظ منذ ذلك الحين بهذا الاسم.

## الجغرافيا
تقع جنوب غرب مدينة بيت لحم، تتبع إدارياً لمحافظة بيت لحم، وتقع على الطريق العام (القدس - بيت لحم - الخليل) بمجموع سفحين متقابلين بينهما وادٍ خصيب غنيٍ بمختلف المزروعات والأشجار، يحيط بها قرية الخضر من الغرب، عرب التعامرة من الشرق، قرية الفواغرة من الجنوب ومخيم الدهيشة من الشمال.

## التاريخ
قرية كنعانية قديمة، واشتهرت هذه القرية من خلال برك المياه الموجودة فيها والتي تعرف باسم برك سليمان وبعض المعالم الأثرية الأخرى.
لما عُرف عنها وفرة مصادر المياه والتي تعد من أكبر الأنظمة المائية القديمة في فلسطين والتي كانت تزود مدينة القدس بالمياه في الفترة الرومانية.

### الفترة الرومانية والبيزنطية
تم إنشاء نظام مائي بالفترة الرومانية المبكرة في وادي ارطاس وتحديدا في الجزء العلوي منه، حيث عمل على تزويد مدينة القدس بالمياه بدلا عن النظام المائي القديم، حيث تذكر المصادر التاريخية أن البركتين الأولى والثانية تم تشييدهما في تلك الفترة بهدف تجميع المياه من الينابيع المجاورة ومياه الشتاء المنحدرة من السفوح المحيطة، ونقلها إلى مدينة القدس ولتنفيذ ذلك تم إنشاء مالا يقل عن ست قنوات ناقلة للمياه كان من أشهرها قناة السبل «الدنيا» التي شيدها الحاكم الروماني بيلاطس عام 35 م والقناة العليا التي شيدها الإمبراطور البيزنطي سفيريوس 193 - 211 م والتي تنقل المياه من وادي البيار جنوب ارطاس إلى برك سليمان ثم إلى القدس، أما هيردوس فقد بنى في وادي ارطاس حدائق، وحمامات، وقصورا، وقنوات، وما زالت بقايا القناة التي تنقل المياه من عين ارطاس، إلى قلعة هيروديوم، تظهر في عدة أماكن، ويبلغ طولها أكثر من 8 كلم.

### الفترات الإسلامية والفترة العثمانية
عرضت بعض المصادر أن القرية عرفت الإسلام بدخول الجيوش الإسلامية فلسطين عام 637م، تحت إمرة عمرو بن العاص، وتشير إلى أنه بنى أول مسجد في القرية، وهو المسجد الذي عرف باسم مسجد عمر، تيمنا باسم الخليفة عمر بن الخطاب الذي تسلم مفاتيح القدس في العام التالي، بينما عرضت مصادر أخرى أن أول مسجد في ارطاس تزامن بناءه مع دخول الخليفة المسلم «عمر بن الخطاب» سنة 636م القدس، وسمي حينذاك بجامع عمر تيمنا باسمه.
وقد عُرفت البرك في الفترات الإسلامية المتعاقبة باسم برك المرجيع وفي تفسير ذلك، ذكر مجير الدين الحنبلي صاحب (الأنس الجليل في تاريخ القدس والخليل)، انه عندما فقد إخوة النبي يوسف، أخاهم، وجدوه عند البرك وأرجعوه فسميت ببرك المرجيع. وحرص المسلمون على تعمير البرك وقنوات المياه خاصة قناة السبيل التي كانت تغذي منطقة الحرم الشريف وفي أواخر عهد المماليك عام 1460 تم إنشاء البركة الثالثة «التحتا» على يد الملك الظاهر خوشقدم، وقد وصلت القرية أوج قوتها في عهد سلاطين المماليك (1187 ـ 1517م)، حيث أصبحت تشكل مركزا تجاريا وقضائيا، وانتشرت فيها طواحين الغلال التي كانت تعمل بقوة مياه ارطاس حيث تدل إحدى اللوحات الحجرية الموجودة الآن على الواجهة الشرقية للطابق الأرضي للجامع على وجود طاحونة يعود تاريخ إنشائها إلى الخامس عشر من ذي القعدة سنة 705 للهجرة، ويوجد من هذه الفترة كذلك بقايا لقاعة محكمة وسجن معروف الآن باسم الحبس وسط القرية شرقي الجامع، وشهدت القرية أعمال ترميم وبناء القنوات المائية التي تزود المياه بالقدس على يد بعض السلاطين مثل الظاهر بلباي والظاهر تمريغا.
اضطلع زعماء ارطاس خلال هذه الفترة بدور من يقيمون العدل في القرى التابعة لهم حيث كانوا يتمتعون بنفوذ كبير، وفرضوا سيطرتهم على الطريق التجارية بين القدس والخليل والتي كانت تضم 24 قرية تسمى حتى اليوم بقرى العرقوب، حيث كانت ارطاس تسمى وحتى عام 1750 م «برأس العرقوب» وتشير التقاليد المتبعة في ارطاس أن فلاحي ارطاس اعتادوا على حماية مصادر المياه والقنوات مقابل إعفائهم من الضرائب وان هذه الحماية استمرت خلال عهد سلاطين المماليك ويذكر أن هذه الفترة كذلك تزامنت مع تعرض القرية لمذبحة، من قبل أهالي القرى الأخرى.
استطاع العثمانيون السيطرة على فلسطين، واهتموا كمن سبقهم بارطاس، وبذلوا جهودا كبيرة لأجل تعميرها وحمايتها من الخراب أو من اعتداءات البدو وقطاع الطرق، خاصة السلطان سليمان القانوني الذي حملت اسمه فيما بعد، فرمم بركها الثلاث وعمر قنوات المياه وحافظ عليها. وكذلك السلطان عثمان الثاني بن أحمد الأول الذي تم على يده بناء قلعة البرك والتي كان يقوم على حراستها دزدارا وأربعين جنديا مزودين بالعتاد الكافي لحماية البرك وقنوات المياه.وعندما اختل الأمن، في فترة لاحقة، نتيجة للظلم والفقر، انتشر الأشقياء وقطاع الطرق الذين خربوا الينابيع ومجاري المياه، فذاق أهل القدس الأمرين، مما حدا بالسلطان العثماني مراد الرابع، بناء قلعة عرفت باسمه لحماية البرك والقنوات، وأنشأ داخلها مسجدا وخمسين غرفة ليسكنها الجنود الذين سيروا الدوريات لمنع قطاع الطريق من الاعتداء على القنوات التي يسيل فيها الماء نحو المدينة المقدسة.
وفي أثناء الحكم العثماني المتأخر، عام 1901م استبدلت قناة المياه الفخارية التي مدها العثمانيون من برك سليمان إلى القدس، بقناة معدنية، بإشراف مهندس يوناني يدعى أفرنقاه، والتي ظلت تزود القدس بالمياه حتى عام 1948، ووقوع النكبة الفلسطينية.

### فترة الحملات الصليبية وعودة السيطرة الإسلامية
من الثابت أن الفرنجة استلوا على ارطاس فقد عُثر في وسط القرية على معالم لكنيسة صليبية تقع في الجهة المقابلة للمسجد، ويمكن هنا الإشارة إلى ما ورد في تقرير كتبه السيد بوذري، مدير مصلحة المياه في حكومة الانتداب عام 1938، «إن مشروع الماء في عهد المسلمين كان متقنا إلى درجة أن الصليبيين عندما حاصروا القدس، قاسوا اشد العذاب من جراء العطش وقلة الماء، بينما كان سكان القدس أنفسهم في مأمن من هذه الناحية، وكانت لديهم في المدينة مقادير وافرة من المياه، وقد أعار المسلمون المسالة جل اهتمامهم، فعمروا القنوات وأولوها أهمية خاصة، وحيث كان لمياه ارطاس وبرك سليمان أهمية كبيرة في تزويد مدينة القدس بالمياه، لذا كان لأهل ارطاس دورا كبيرا في حماية المياه والقنوات التي توصلها إلى القدس». وتمكن الصليبيون من احتلال القرية بعد أن استداروا واستولوا على قنوات المياه، وبقوا فيها سنوات طويلة انتهت بنهاية العهد الصليبي في عام 1187م، عندما هزم القائد صلاح الدين الأيوبي أخر ملك من ملوك الصليبيين، بعدها استطاع العرب المسلمون السيطرة ثانية على ارطاس من أجل حماية المصادر المائية التي كانت تزود القدس وقتها بالمياه.

### الانتداب البريطاني
عندما احتل البريطانيون فلسطين، رابطت القوات البريطانية في قلعة مراد، وشرعت في بناء محطة فوق مجرى عين ارطاس، وانتهى العمل فيها عام 1922م، لتبدأ ضخ المياه إلى القدس، مما عصف بأرزاق السكان وزراعتهم وحياتهم.

### النكسة
قامت قوات الاحتلال الإسرائيلية بإقامة سلسلة مستوطنات غوش أو (كفار) عتسيون، (سبع مستوطنات أقيمت في الثلاثينات وأخذَه بالتوسع)، حيث أقيمت مستوطنات على الأراضي التي احتلت عام 1967 في ارطاس والخضر ونحالين والجبعة، حيث بلغت مساحة الأراضي المصادرة من منطقة بيت لحم 120 ألف دونم حتى عام 1995م.
بموجب أوامر عسكرية وبفرض الربط بين المستوطنات الصهيونية في منطقة بيت لحم والمستوطنات حول القدس، جرى توسيع مستوطنة تقواع شرق بيت لحم، وتوسيع حدود مستوطنة معاليه عاموس في أعقاب مصادر 200 دونم من أراضي كيسان، ومصادر 1432 دونماً من أراضي ارطاس سنة 1991 و2000 دونم من أراضي بيت فجار، وهدم منازل المواطنين الفلسطينيين في المنطقة الفاصلة بين حدود بيت جالا الشمالية ومستوطنة جيلو، وهي المنطقة المعروفة باسم بئر عونة، مما يحقق اتصالاً مع المستوطنة الواقعة في حدود القدس الإدارية.

## السكان
يشكل الفلاحون المسلمون الأغلبية العظمى من السكان البالغ عددهم حاليا حوالي 6000 نسمة، والباقي من المسيحيين الذين يعيشون في دير راهبات ارطاس الذي تم بناؤه عام 1901 ويسكنه حاليا 8 راهبات بالإضافة إلى 7 من البنات اليتيمات من المحافظة وتنقسم القرية حسب الشكل الاجتماعي في الأساس إلى جزأين رئيسيين حسب موقعهما من العين الرئيسية وسط وادي ارطاس وهما الجزء الغربي ويسمى «بالحارة الغربية» والجزء الشرقي ويسمى «بالحارة الشرقية» ومع مرور الزمن وتزايد عدد السكان فقد ظهرت تجمعات سكانية جديدة بعيدة عن نواة القرية مثل منطقة البرك، شعب عودة، الموارس في الجهة الغربية والجنوبية، والشعب الشرقي وقاع الواد، وشعب بابون في الجهة الشرقية والشمالية من القرية والتي أصبحت متداخلة بمباني مدينة بيت لحم من الشمال والجنوب وبمخيم الدهيشة من الجهة الشمالية الغربية وبالخضر من الجهة الغربية والجنوبية الغربية بالإضافة إلى بنات ارطاس مثل خربة زكريا والحبيلة في أراضي عصيون التابعة لارطاس والنحلة في الأراضي الجنوبية لارطاس.

## السياحة والآثار
حسب وزارة الشؤون الخارجية - السلطة الوطنية الفلسطينية فقد وضعت أرطاس على الخارطة السياحية وصنفت على أساس أنها موقع سياحي ذا طابع أثري، ديني، ثقافي لما فيها من معالم أثرية:
- معبد أقيم على أنقاض المسجد القديم الذي بني كمقام لسيدنا عمر بن الخطاب عندما زار القدس ومر بمدينة بيت لحم.
- دير إرطاس، أقيم عام 1895م.
- برك سليمان وهي من أشهر المعالم التاريخية والأثرية في القرية وهي رومانية رممها السلطان العثماني سليم القانوني عام 1552م.

كما يوجد في القرية جمعية إرطاس الزراعية التعاونية والتي أسست عام 1962م ويوجد في القرية ثلاث مدارس ثانوية للذكور وثانوية للإناث وابتدائية للإناث والذكور، ويوجد جمعية إرطاس الخيرية التي تأسست عام 1981م وتشرف على روضة أطفال ومركز لمحو الأمية.
أما الحديث عن مهرجان الخس التراثي، فحدث ولا حرج حيث أنه يعتبر من أهم المهرجانات الثقافية والتراثية، لما فيه من فعاليات تبرز التراث الفلسطيني وتُعرف بالقرية ووقفها بوجه الاستيطان الإسرائيلي.

## أرطاس وشخصيات أوروبية
تملك في القرية العديد من الأوروبيين أمثال هنري بالدنسبيرغر، وبيتر ميشولام، والأمير هنري ابن الملكة فيكتوريا الذي ابتاع أراض في القرية عام 1850، واستوطن فيها.
ومن أهم هؤلاء الدكتورة الفنلندية هيلما غرانكفست، عاشت في القرية ما بين عامي 1925 و1931 وعادت لفترة أخرى لاحقا، وأطلق عليها سكان القرية اسم «حليمة» لشدة ما عُرف عنها من حبٍ لسكان القرية والذي ما زال بعضهم يذكرونها حتى الآن بهذا الاسم.
تعلمت هيلما اللغة العربية وتحدثت بلهجة أهالي ارطاس، وكتبت خمسة كتب عن حياة الإنسان الفلسطيني، متخذة من إنسان ارطاس نموذجا، وحققت شهرة عالمية، ومن بينهم من حاول استكمال عمل هيلما مثل الباحثة البريطانية شيلا واير، التي زارت القرية عامي 1978 و1979، أو مواطنتها كارين سيغر التي أعدت كتابا عن القرية اعتمد أساسا على مجموعة الصور النادرة والمثيرة التي التقطتها هيلما.